# Paul Schick (Bibliothekar)
Paul Schick (* 29. März 1904 in Wien; † 1. April 1975 ebenda) war ein österreichischer Bibliothekar, der sich gemeinsam mit seiner Frau Sophie um den Nachlass des Schriftstellers Karl Kraus Verdienste erwarb.

## Leben
Paul Schick war ein promovierter Jurist, der 1946 aus dem Exil wieder nach Österreich und Wien zurückkam. Zwar ließ er sich wieder in die Rechtsanwaltskammer einschreiben, aus der er wegen »rassischen Gründen« zuvor ausgeschlossen worden war, begann aber für Viktor Matejka in der Stadtverwaltung zu arbeiten. Als Bibliothekar an der Wiener Stadt- und Landesbibliothek wurde er zuständig für den aufgesplitteten Nachlass von Karl Kraus, den er betreute und zusammenführte. Gemeinsam mit seiner Gattin Sophie Schick (geb. Rowinska, 22. Juni 1914 in Warschau, gestorben 5. November 1995) wurde die Beschäftigung mit Kraus zur zentralen Lebensaufgabe. Mit einer Rowohlt-Bildmonografie schuf er 1965 einen wichtigen Beitrag zum biografischen Verständnis von Kraus. 1964 kuratierte er zudem die erste Ausstellung über Kraus.

## Werke
- Paul Schick: Karl Kraus in Selbstzeugnissen und Bilddokumenten. Reinbek: Rowohlt 1965.